# HMS Warrior (1860)
El HMS Warrior fue el primer buque acorazado (ironclad) británico, y fue uno de los primeros barcos de guerra blindados con casco de hierro. Se construyó como una respuesta al buque francés La Gloire.

## Historia
Su coste fue de 357 291 £. Junto con su gemelo, el HMS Black Prince quedaron obsoletos en menos de 10 años, ante su incapacidad de cargar pesados cañones para perforar los blindajes enemigos. Sus cañones eran los más potentes en su momento pero ya en 1870 no podían perforar los blindajes de los acorazados modernos. El 1 de abril de 1875 pasó a reserva y en 1883 fue dado de baja.
Desde 1987 está amarrado en Portsmouth (Hampshire) como buque museo.

## Galería

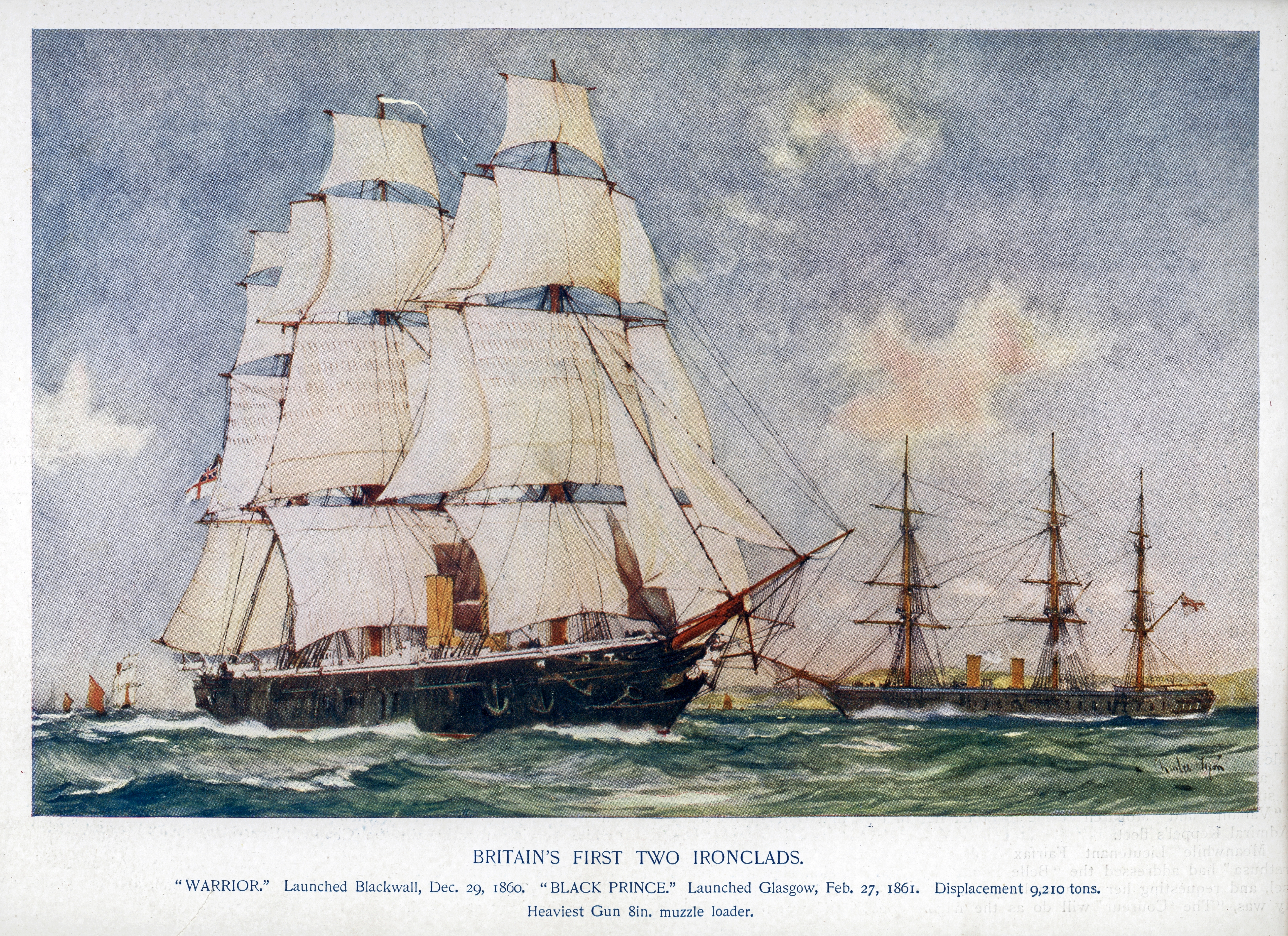
El Warrior acompañado por el Black Prince, por Charles Edward Dixon
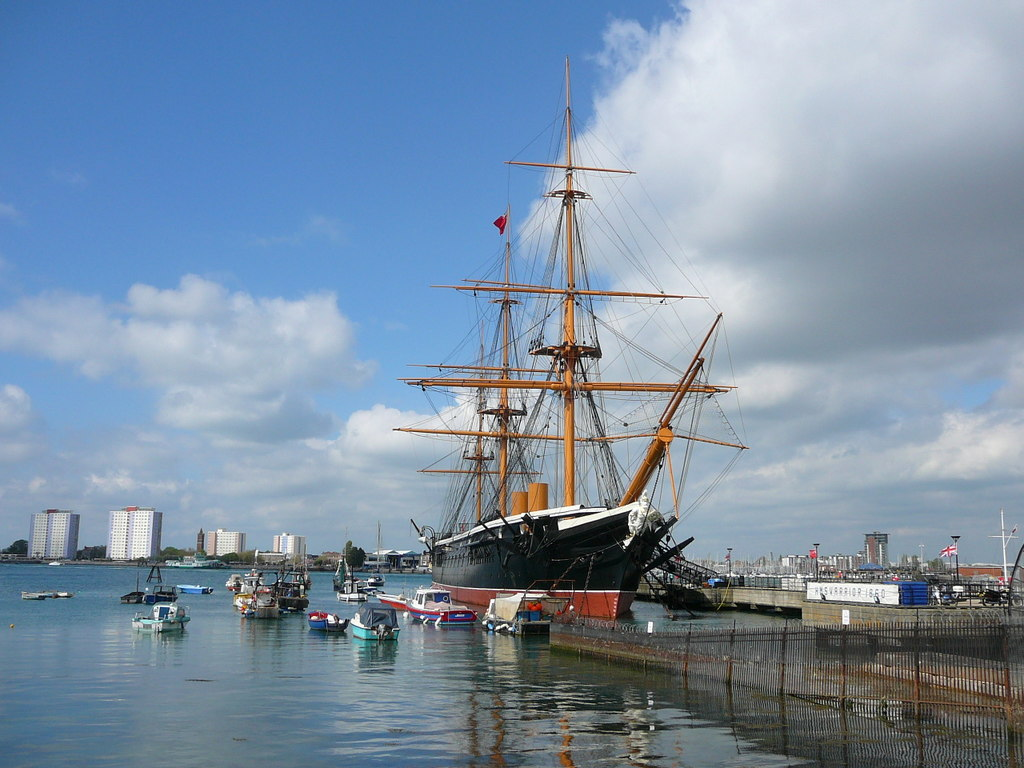
Vista de proa
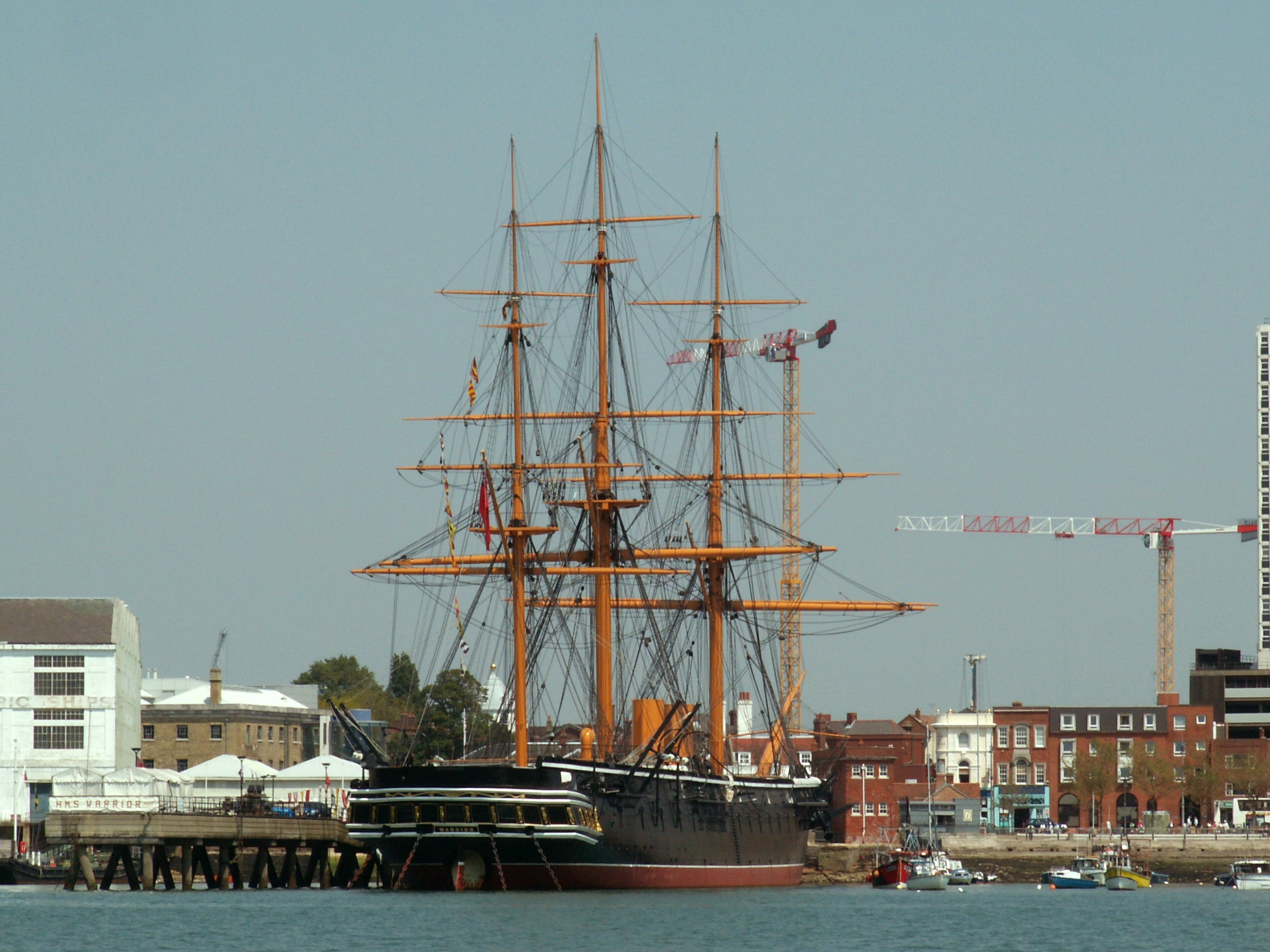
Vista de popa
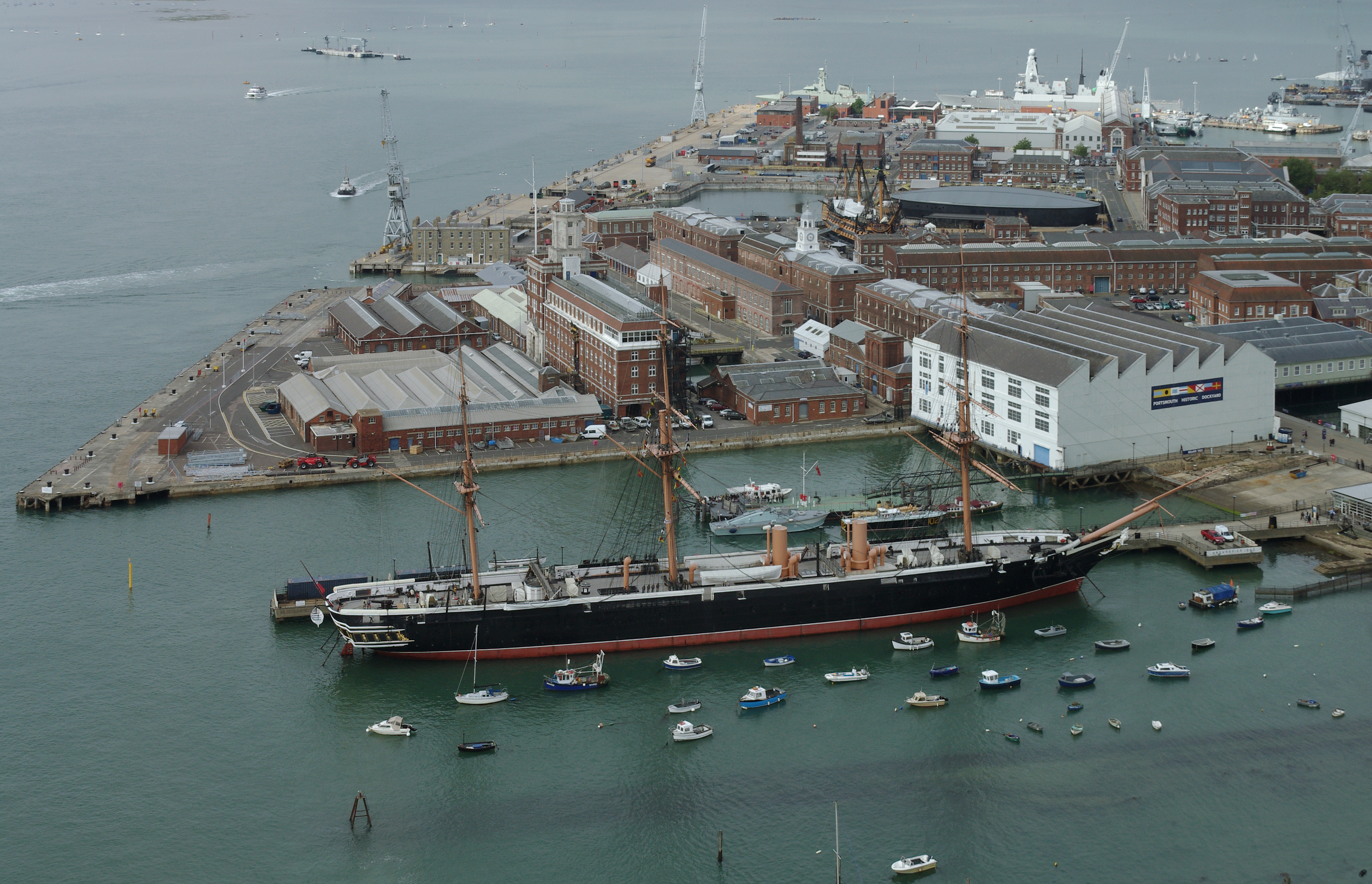
Vista aérea